# Seznam památných stromů v okrese Břeclav
Toto je seznam památných stromů v okrese Břeclav, v němž jsou uvedeny památné stromy na území okresu Břeclav.
| Název                                | Obrázek              | Umístění                                             | Druh                | Obvod [v cm] | Kód wikidata     | Galerie                                                                | Poznámka |
| ------------------------------------ | -------------------- | ---------------------------------------------------- | ------------------- | --- | ---------------- | ---------------------------------------------------------------------- | --- |
| Oskeruše u Dukejských                |                      | Boleradice                                           | jeřáb oskeruše      | 260 | 101029 Q26786532 |                                                                        | V lokalitě "Dukejský", v ovocném sadu, asi 15 m od jeho okraje |
| Javor u barokní brány                |                      | Bořetice 48°54′47″ s. š., 16°51′5″ v. d.             | javor mléč          | 272 | 105897 Q26790514 | Kategorie „Javor u barokní brány“ na Wikimedia Commons                 | U vstupní brány východní ohradní zdi kostela |
| Lípa u kostela sv. Anny v Bořeticích |                      | Bořetice 48°54′47″ s. š., 16°51′4″ v. d.             | lípa velkolistá     | 296 | 105896 Q26790512 | Kategorie „Lípa u kostela sv. Anny v Bořeticích“ na Wikimedia Commons  | V obci v areálu hřbitova |
| Duby na Pohansku                     |                      | Břeclav                                              | dub letní           | & Chyba ve výrazu: Neočekávaný operátor / Chyba ve výrazu: Neočekávaný operátor / Chyba ve výrazu: Neočekávaný operátor / Chyba ve výrazu: Neočekávaný operátor / Chyba ve výrazu: Neočekávaný operátor / Chyba ve výrazu: Neočekávaný operátor / Chyba ve výrazu: Neočekávaný operátor / Chyba ve výrazu: Neočekávaný operátor / Chyba ve výrazu: Neočekávaný operátor / Chyba ve výrazu: Neočekávaný operátor / Chyba ve výrazu: Neočekávaný operátor / Chyba ve výrazu: Neočekávaný operátor / Chyba ve výrazu: Neočekávaný operátor / Chyba ve výrazu: Neočekávaný operátor / Chyba ve výrazu: Neočekávaný operátor / -1.0000-0 |                  | Kategorie „Duby na Pohansku“ na Wikimedia Commons                      | Jsou staré památné stromy, které rostou ve východní části území Lednicko-valtického areálu |
| Břeclavský červenolistý buk          |                      | Břeclav 48°45′3″ s. š., 16°54′34″ v. d.              | buk lesní-nachový   | 265 | 105376 Q26789820 |                                                                        | Na městském hřbitově u obvodové zdi |
| Dřezovec trojtrnný †                 |                      | Diváky                                               | dřezovec trojtrnný  | 270 | 101027 Q26786525 |                                                                        | U křížku mezi poli, ve volné krajině v lokalitě nazývané "Borgatně". Vyhlášen 20. prosince 2003. Strom zanikl v červnu 2017, ochrana zrušena 9. srpna 2017. |
| Dub letní                            |                      | Diváky                                               | dub letní           | 710 | 101030 Q26786535 | Kategorie „Divácký dub“ na Wikimedia Commons                           | Na jihozápadním okraji obce, mezi zahradou rodinného domu a okrajem lesa, poblíž lesní cesty |
| Věstonická oskeruše                  |                      | Dolní Věstonice                                      | jeřáb oskeruše      | 320 | 101022 Q26786516 |                                                                        | Oskeruše se nachází na okraji lesního porostu, nad viniční tratí mezi obcemi Pavlov a Dolní Věstonice. Tento jedinec je výjimečný vzrůstem (14 m) i stářím, které je odhadováno na 80-100 let. Památný strom byl vyhlášen 16. března 2005. |
| Dolnověstonické duby                 |                      | Dolní Věstonice 48°53′30″ s. š., 16°38′44″ v. d.     | dub letní (8)       | & Chyba ve výrazu: Neočekávaný operátor / Chyba ve výrazu: Neočekávaný operátor / Chyba ve výrazu: Neočekávaný operátor / Chyba ve výrazu: Neočekávaný operátor / Chyba ve výrazu: Neočekávaný operátor / Chyba ve výrazu: Neočekávaný operátor / Chyba ve výrazu: Neočekávaný operátor / Chyba ve výrazu: Neočekávaný operátor / Chyba ve výrazu: Neočekávaný operátor / Chyba ve výrazu: Neočekávaný operátor / Chyba ve výrazu: Neočekávaný operátor / Chyba ve výrazu: Neočekávaný operátor / Chyba ve výrazu: Neočekávaný operátor / Chyba ve výrazu: Neočekávaný operátor / Chyba ve výrazu: Neočekávaný operátor / -1.0000-0 | 105826 Q26779167 |                                                                        | V blízkosti obce, na valu, jenž je součástí staroslovanského pohřebiště v lokalitě Vysoká zahrada |
| Svatofloriánská lípa                 | Svatofloriánská lípa | Horní Věstonice 48°52′29″ s. š., 16°37′31″ v. d.     | lípa velkolistá     | 242 | 105804 Q26790383 | Kategorie „Svatofloriánská lípa“ na Wikimedia Commons                  | Na návsi uprostřed komunikace na zatravněném ostrůvku u sochy sv. Floriana nedaleko místní fary a kostela sv. Rosalie |
| Bizarní borovice u Tří Grácií        |                      | Charvátská Nová Ves 48°46′30″ s. š., 16°47′50″ v. d. | borovice lesní      | 132 | 101028 Q26786530 | Kategorie „Borovice u Tri Gracii“ na Wikimedia Commons                 | V lednicko-valtickém areálu, asi 30 m od sousoší Tři Grácie |
| Klentnická lípa Sv. Jana Nepomuckého |                      | Klentnice 48°50′52″ s. š., 16°38′43″ v. d.           | lípa velkolistá     | 398 | 105744 Q26790292 | Kategorie „Klentnická lípa Sv. Jana Nepomuckého“ na Wikimedia Commons  | V obci u sochy Sv. Jana Nepomuckého na travnaté ploše mezi odstavným parkovištěm, komunikací vedoucí do areálu organizace Srdce v domě a pěším nezpevněným chodníkem |
| Oskeruše Pod Plunary                 |                      | Klobouky u Brna 48°58′37″ s. š., 16°51′2″ v. d.      | jeřáb oskeruše      | 206 | 105699 Q26790245 |                                                                        | Solitér v lánu orné půdy jižně od města Klobouky u Brna v lokalitě Pod Plunary |
| Dub u Sv. Jana Nepomuckého           |                      | Mikulov                                              | dub letní           | 490 | 106067 Q26790680 | Kategorie „Dub U Sv. Jana Nepomuckého v Mikulově“ na Wikimedia Commons | V obci u hasičské zbrojnice |
| Lípa na brněnské                     |                      | Mikulov                                              | lípa malolistá      | 240 | 101023 Q26786519 |                                                                        | V ulici Drážní, na pozemku bývalého distribučního skladu Jihomoravských dřevařských závodů, a. s.; doručeno pouze oznámení o návrhu vyhlášení |
| Lípa u hrobky                        |                      | Mikulov 48°48′24″ s. š., 16°38′24″ v. d.             | lípa velkolistá     | 240 | 101024 Q26786523 | Kategorie „Lípa u hrobky (Mikulov)“ na Wikimedia Commons               | Památná lípa velkolistá roste v ulici Vrchlického (za Ditrichštejnskou hrobkou, u hradební zdi). Lípa je vysoká 12 m a je stará asi 60 let, vysazena byla po druhé světové válce mikulovským okrašlovacím spolkem a měla symbolizovat nové období míru. Památný strom byl vyhlášen 14. května 2004. |
| Pavlovnie plstnatá †                 |                      | Mikulov 48°48′25″ s. š., 16°38′22″ v. d.             | pavlovnie plstnatá  | 240 | 101025           | Kategorie „Paulownia Tomentosa in Mikulov“ na Wikimedia Commons        | Tato pavlovnie byla vysazena ve Vrchlického ulici vedle hrobky Ditrichštejnů (její koruna je vidět z náměstí) nedaleko památné lípy velkolisté. Stejně jako lípa, byla i pavlovnie vysazena okrašlovacím spolkem po druhé světové válce. Vyhlášena za památný strom byla také 14. května 2004. Strom je vysoký asi 13 m. |
| Platan javorolistý                   |                      | Mikulov 48°48′11″ s. š., 16°38′21″ v. d.             | platan javorolistý  | 530 | 101021 Q26786514 | Kategorie „Platan javorolistý (Mikulov)“ na Wikimedia Commons          | Památný strom roste na křižovatce ulic Pod platanem, Komenského a Vídeňská. Strom je vysoký 32 m a je starý asi 160 let. Solitérní platany mají obvykle rozložitou kulovitou korunu (u tohoto platanu je široká asi 29 m). Vysazen byl v první polovině 19. století u průčelí domu Ditrichštejnů a v blízkosti pramene Herringbrunnen, což býval jeden z nejvydatnějších mikulovských pramenů. Památný strom byl vyhlášen 30. března 2005 |
| Oskeruše – Nové Hory                 |                      | Němčičky 48°55′51″ s. š., 16°49′24″ v. d.            | jeřáb oskeruše      | 325 | 101031 Q26786537 | Kategorie „Oskeruše na Nových Horách (Němčičky)“ na Wikimedia Commons  | V lokalitě "Nové Hory" u obce Němčičky, na záhumenku |
| Oskeruše na Soudné †                 |                      | Němčičky 48°55′52″ s. š., 16°50′35″ v. d.            | jeřáb oskeruše      | 273 | 101032           | Kategorie „Oskeruše na Soudné“ na Wikimedia Commons                    | Na vrcholu kopce Soudná |
| Platan javorolistý u Janova hradu    |                      | Podivín 48°48′16″ s. š., 16°49′56″ v. d.             | platan javorolistý  | 372 | 105929 Q26790544 | Kategorie „Platan javorolistý u Janova hradu“ na Wikimedia Commons     | Před vstupem do Janova hradu |
| Knížecí dub                          |                      | Podivín 48°48′43″ s. š., 16°49′41″ v. d.             | dub letní           | 795 | 105232 Q74844479 |                                                                        | V lednicko-valtickém areálu, blízko louky, která sousedí s pozemky Sokola Podivím, cca 385 m od komunikace k Janohradu; v přírodním parku Niva Dyje |
| Farní tamaryšek †                    |                      | Strachotín 48°54′12″ s. š., 16°39′4″ v. d.           | tamaryšek           | 263 | 106040 Q26790652 | Kategorie „Farní tamaryšek (Strachotín)“ na Wikimedia Commons          | V jižní části obce u kostela před budovou fary. Ochrana zrušena 18. dubna 2024. |
| Strachotínský dub                    |                      | Strachotín 48°54′14″ s. š., 16°38′51″ v. d.          | dub letní           | 276 | 106064 Q26790677 |                                                                        | Jihozápadní kraj obce na hrázi rybníka |
| Lípy u Jana Nepomuckého              |                      | Šitbořice 49°0′47″ s. š., 16°46′50″ v. d.            | lípa velkolistá (2) | 795 | 101026 Q26779164 | Kategorie „Lípy u Jana Nepomuckého (Šitbořice)“ na Wikimedia Commons   | Na travnaté ploše v ulici Osvobození u sochy sv. Jana Nepomuckého z r. 1769, naproti kostelu |